# Just as Long as We’re Together
A "Just as Long as We're Together" Prince második kislemeze a For You albumáról. A dal hangszeres változata eredetileg a "Jelly Jam" címet viselte. Éneklés mellett Prince az összes hangszeren is ő maga játszott.
A kislemez B-oldala az "In Love".

## Kiadások
| Cím                                        | Hossz | Megjelent | Verzió neve |
| ------------------------------------------ | ----- | --- | ----------- |
| Just As Long As We’re Together             | 6:24  | For You "I Wanna Be Your Lover" kislemez                                                                          | Studio      |
| Just As Long As We’re Together (Edit)      | 3:25  | "Just As Long As We’re Together" kislemez "I Wanna Be Your Lover" kislemez "Just As Long As We’re Together" promo | Edit        |
| Just As Long As We’re Together (Mono)      | 3:25  | "Just As Long As We’re Together" promo                                                                            | Mono edit   |
| Just As Long As We’re Together (Disco Mix) | 6:29  | "Just As Long As We’re Together" promo                                                                            | Remix       |